# Piaseczno Zalesinek
Piaseczno Zalesinek – przystanek osobowy Piaseczyńsko-Grójeckiej Kolei Wąskotorowej, w Piasecznie, w dzielnicy Zalesinek, w województwie mazowieckim, w Polsce.

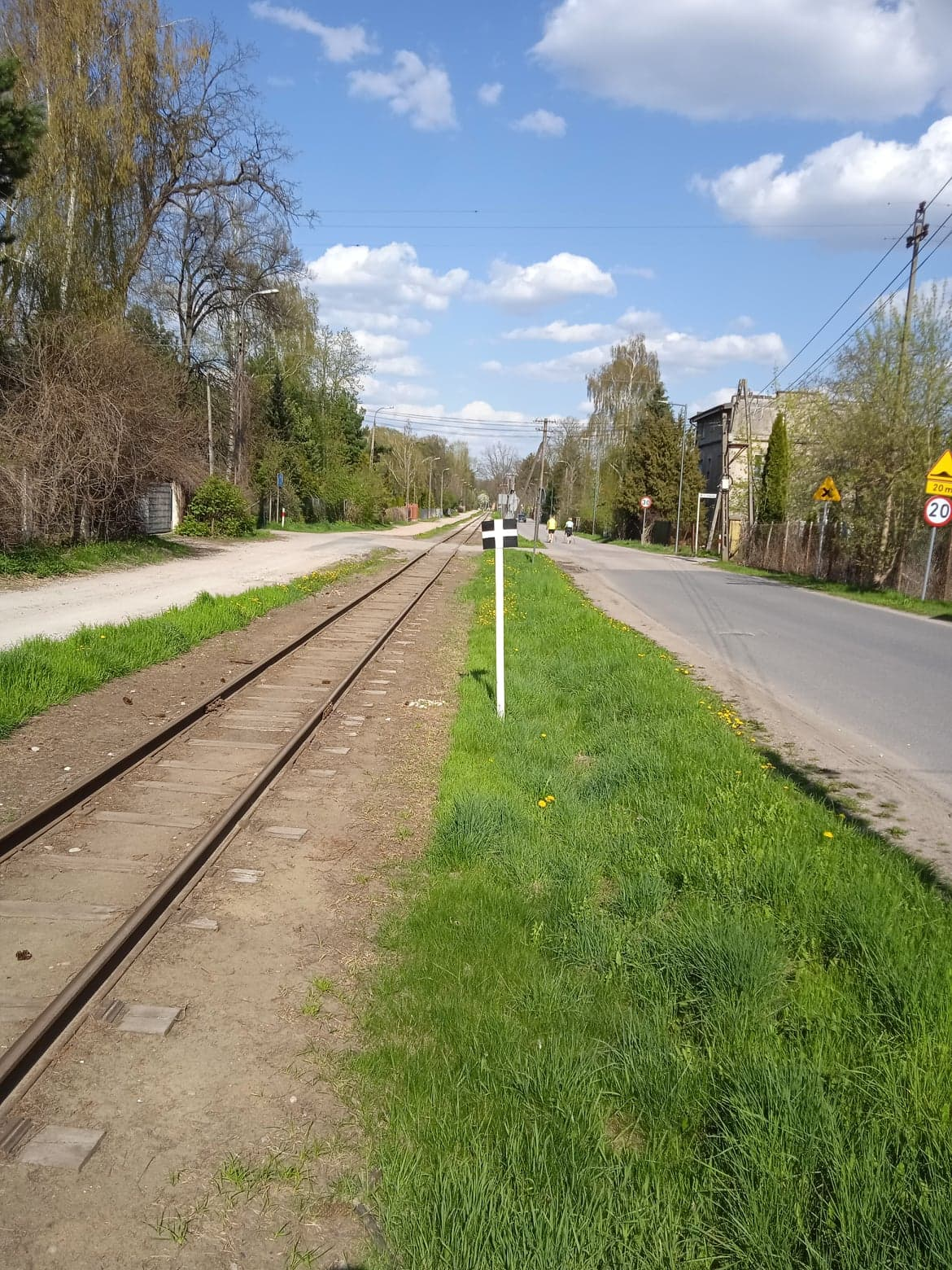
Przystanek osobowy Piaseczno Zalesinek w dniu 01.05.2022 roku.

Obiekt został oddany do użytku w 1938 roku jako przystanek osobowy Zalesinek. Posiada jeden tor szlakowy i jeden słabo widoczny peron ziemny. W 1965 roku zmieniono nazwę na Piaseczno Zalesinek i taka obowiązuje do dziś.